# D901iS
FOMA D901iS（フォーマ・ディー きゅう まる いち アイ・エス）は、三菱電機によって開発された、NTTドコモの第三世代携帯電話 (FOMA) 端末製品である。メーカーカタログには、「ワンプッシュオープンへ。進化したスライドFOMA」というキャッチコピーが掲載されている。

## 概要
901iSシリーズとしてSH901iSに次ぎ、P901iS・F901iSと同時に発売された。FOMAでは前モデルD901iに次ぐスライド式の採用だが、指で押し上げ途中からばねの力でスムーズに開く「アシストスライド式」から、本体側面にあるボタンで開く「ワンプッシュオープン式」となった。カメラ性能は携帯電話で初めて、メインカメラはスーパーCCDハニカム約200万画素で約400万画素相当の画像に対応した。またオートフォーカスにも対応している。テレビ電話用のサブカメラはCMOS約32万画素。外部メモリーはminiSD（128MBまで：ドコモ発表。それ以上は自己責任。1GB動作報告有り）対応である。
一番の特徴として、液晶が240×320ドットの通常表示部と、上部の240×25ドット分が情報表示行として分離していて、その部分のみ液晶が半透過式になり、バックライトが点灯していない時でもカレンダーやメールの着信チェックなどが出来る。
ボタン操作部のバックライトは赤色で、文字照光が採用されている。
iアプリは「電車でGO! 山手線内回り1周（夕焼け編）」、「iアニメっちゃメーラーDX」、「Gガイド番組表リモコン」、「電子マネー Edy」、「便利!多機能電卓」、「ウゴクフォトミラクル」、「珍さん計画DXおこづかい帖プラス」がプリインストールされている。
901iSシリーズ共通の特徴として、iモードFeliCa（モバイルSuicaには非対応）、800MHz帯「FOMAプラスエリア」のデュアルバンド対応、901iS以降の機種同士間での音声通話中のテレビ電話への切り替え、PDFファイルの閲覧やダウンロード（PDFファイルのみ）ができるPCドキュメントビューア機能に対応している。また、ドコモのネットワークから送られる時刻情報を元に自動で時間を補正する機能にも対応している。

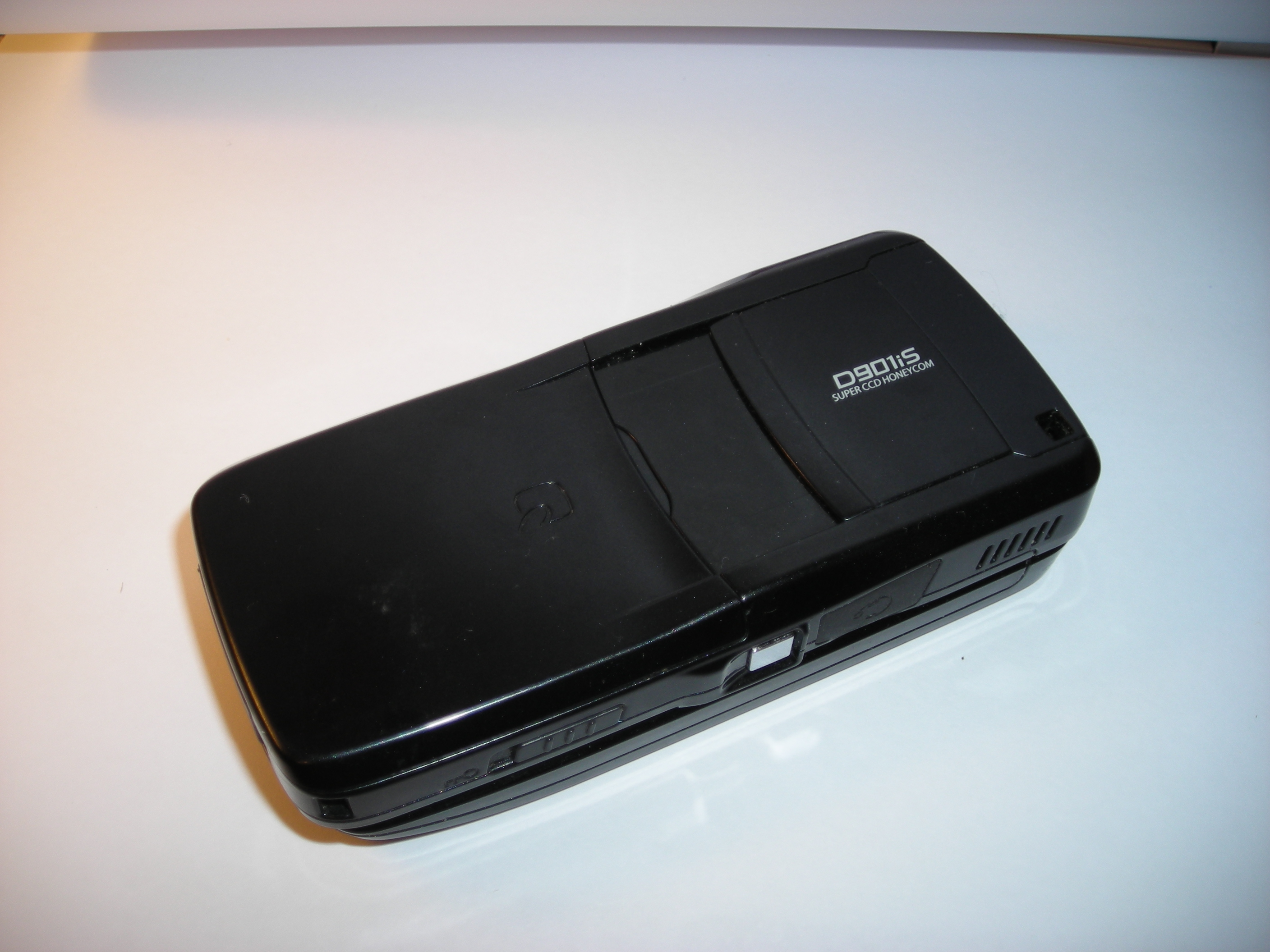
裏面・シャッターを閉じた所
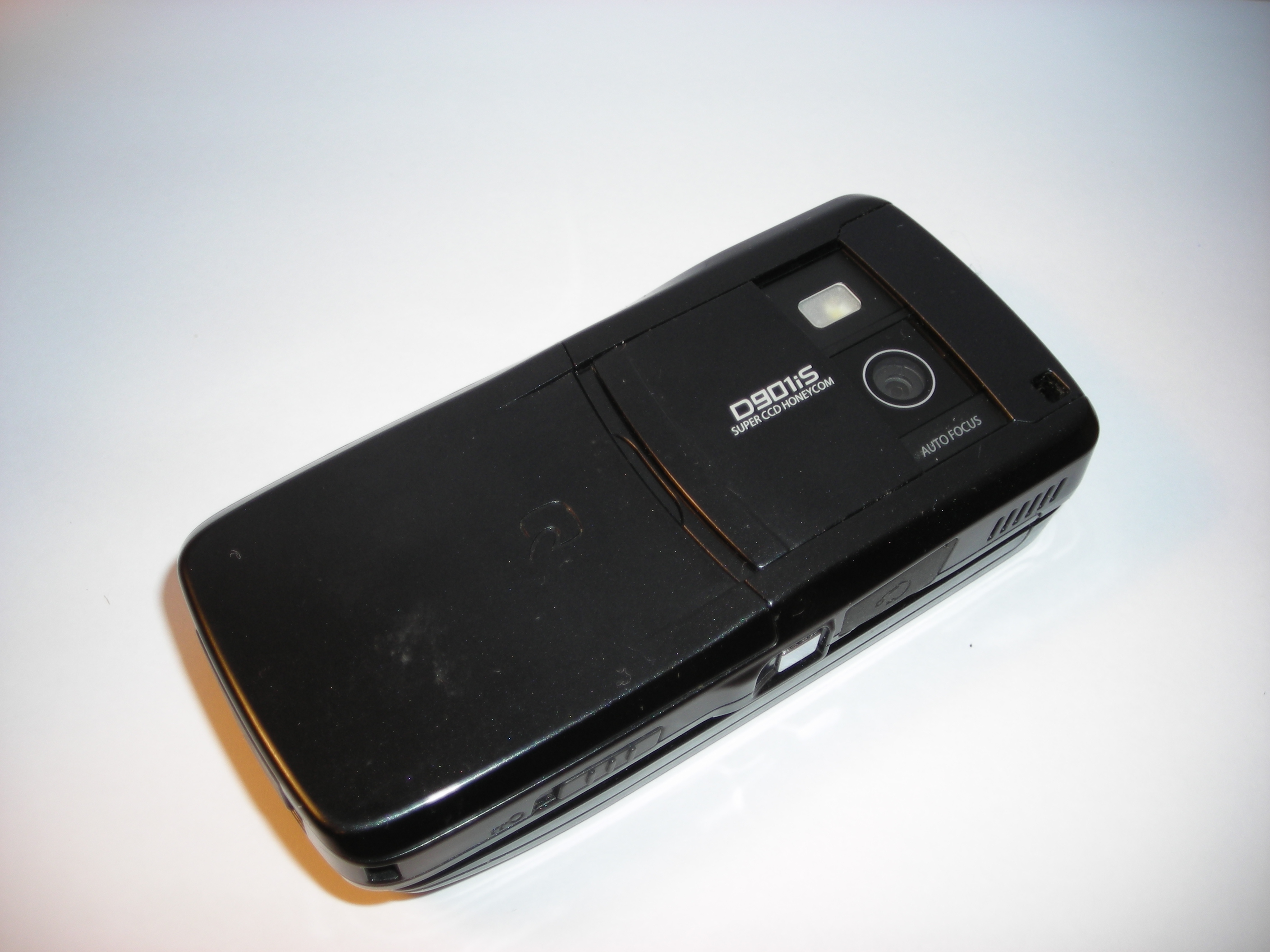
裏面・シャッターを開いた所
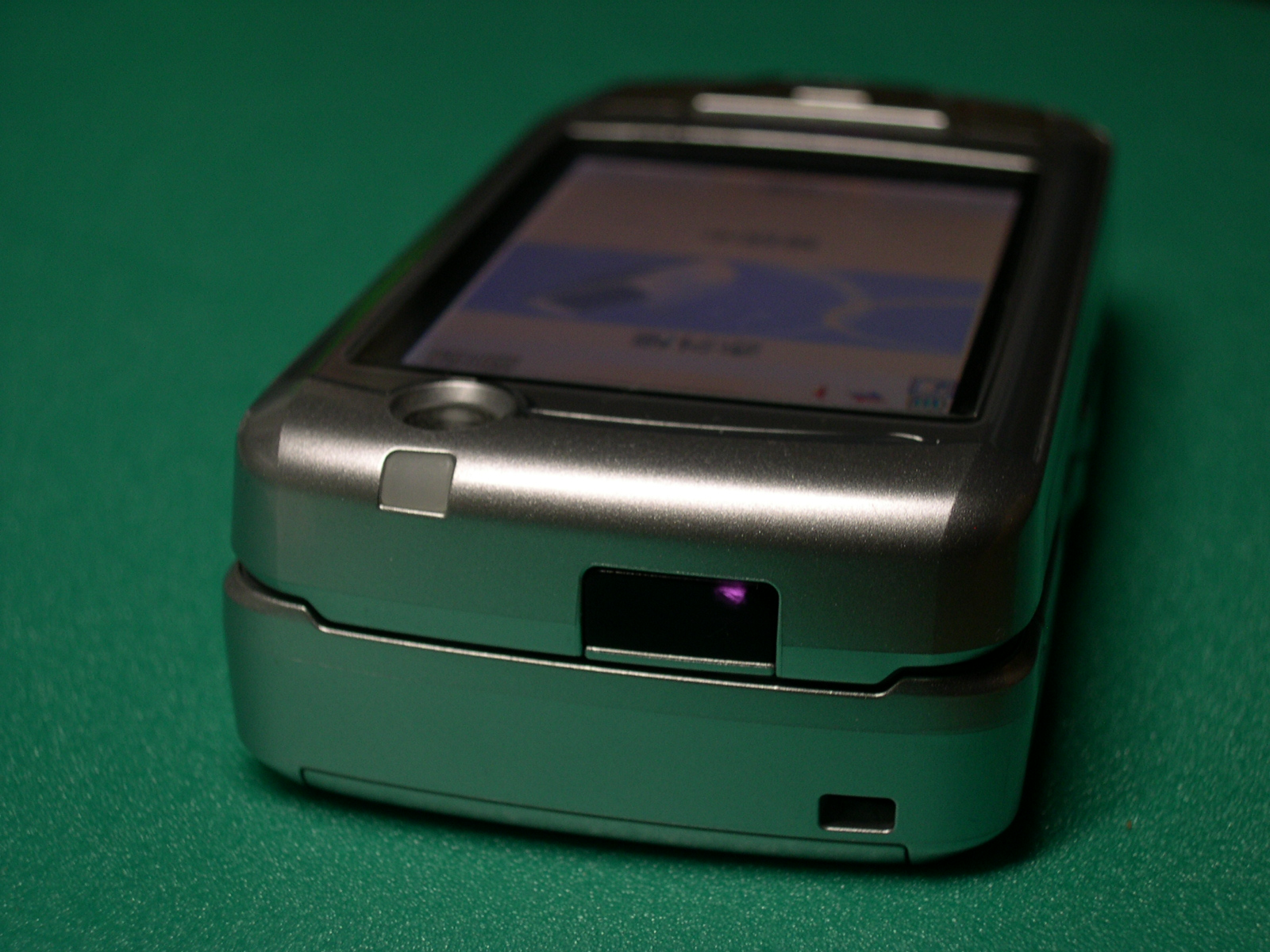
赤外線通信

## 歴史
- 2005年4月19日：技術基準適合証明 (TELEC) による審査を通過（証明記号: 001XYAA1129）。
- 2005年4月28日：電気通信端末機器審査協会 (JATE) による審査を通過（認定番号: A05-0191001）。
- 2005年5月17日：NTTドコモ、D901iS・F901iS・N901iS・P901iS・SH901iSの開発を発表。
- 2005年6月10日：発売開始。

## 不具合
- NTTドコモ及び三菱電機より、特に報告はない。